# Henk van Es

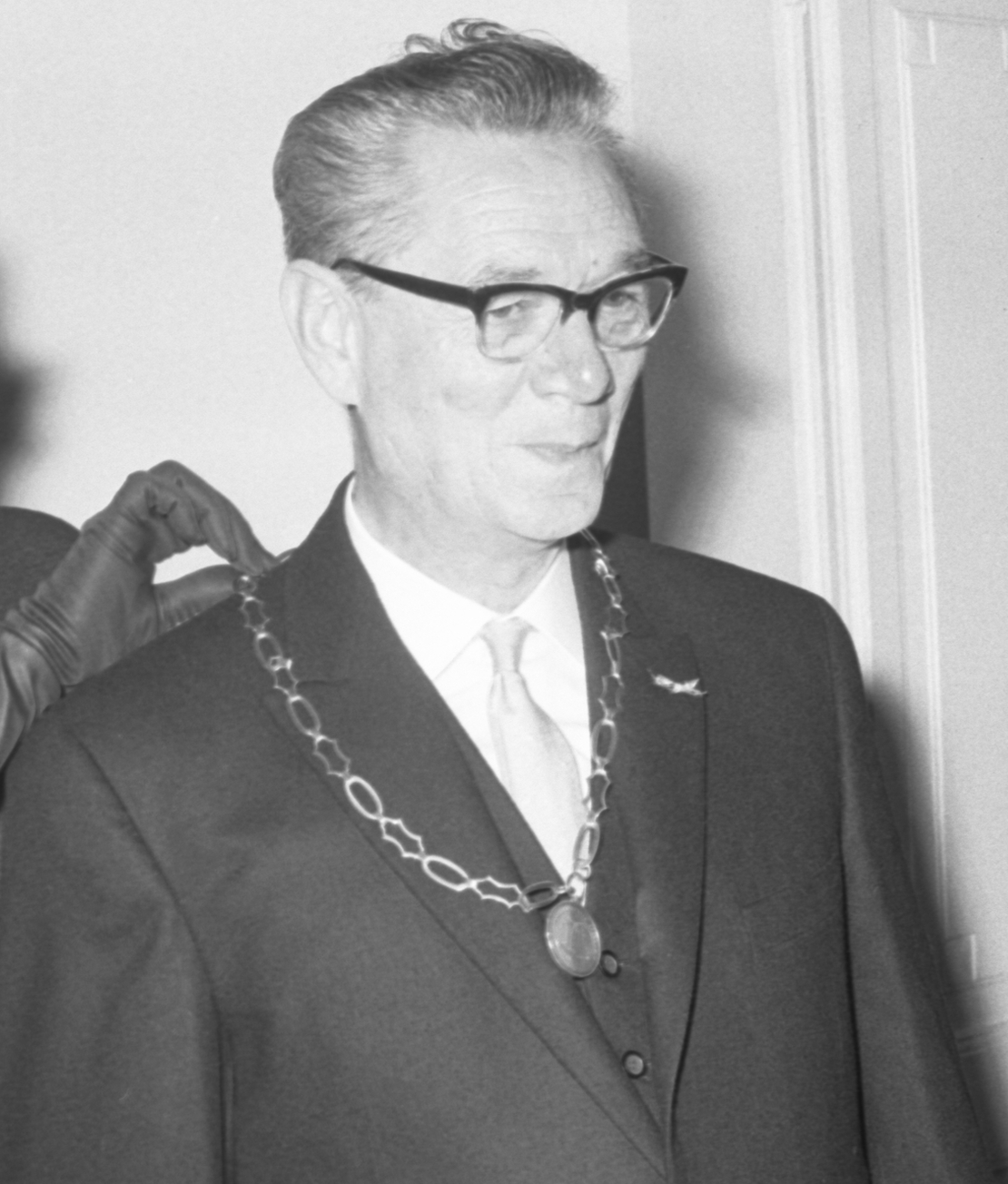
H. van Es bij installatie als burgemeester van Brielle (1963)

Hendrik (Henk) van Es (Dordrecht, 8 november 1906 – aldaar, 20 oktober 1979) was een Nederlands politicus van de SDAP en later de PvdA.
Hij werd geboren als zoon van Hendrik van Es (1875-1959) en Aaltje Cornelia Schaap (1877-1957). Henk van Es was bankwerker en kwam in de jaren 30 voor de SDAP in de gemeenteraad van zijn geboorteplaats. Na de Tweede Wereldoorlog werd hij daar PvdA-wethouder met onder andere Financiën in zijn portefeuille. Van Es was van november 1963 tot zijn pensionering eind 1971 burgemeester van Brielle. Daarnaast was hij enkele jaren lid van de Rijnmondraad en van de Provinciale Staten van Zuid-Holland. Vanaf 1965 was hij vier jaar Eerste Kamerlid. Hij overleed in 1979 op 72-jarige leeftijd.